# إعتني بوشاحك، تتيانا
إعتني بوشاحك، تتيانا هو فيلم من نوع كوميديا أُصدر في 1994. الفيلم من توزيع Finnkino ‏، وهو من إخراج أكي كاوريسمكي، أما السيناريو فكان من كتابة أكي كاوريسمكي وSakke Järvenpää ‏.

## القصة
تقع أحداث الفيلم في فنلندا حيث رجلان (ماتي بيلونبا، ماتو فالتونين) ينطلقان إلى الطريق بحثًا عن القهوة والفودكا، ويلتقيان بامرأتين مهتمتان بهما.
يعيش فالتو مع والدته التي تدير شركة ملابس. يظهر فالتو وهو يخيط الملابس لوالدته في بداية الفيلم. عندما يكتشف أن القهوة قد نفدت، وترفض والدته أن تصنع له قهوة جديدة، يحبسها في خزانة ويسرق أموالها ويخرج. يجد فالتو رينو  الذي كان يصلح سيارة فالتو. ثم يذهبان في رحلة على الطريق دون وجهة واضحة. ومع الاستماع الى الموسيقى  في سيارة فالتو يتحدث رينو عن كيفية وقوعه في بعض المشاكل القانونية بعد أن لكم شخصًا ما، ويبدو أنهم مستمتعان برحلة الطريق. عندما يتوقفان في حانة، يقابلان تاتيانا من إستونيا وكلافديا من روسيا. تطلب تاتيانا وكلافديا من فالتو ورينو أن يوصلهما إلى الميناء. وبما أن رحلة فالتو ورينو على الطريق ليس لها وجهة واضحة في المقام الأول، يوافق فالتو ورينو على اصطحاب تاتيانا وكلافديا. 
طوال الرحلة، كان فالتو يشرب القهوة ورينو يشرب الفودكا. على الرغم من أن رينو متحفظ بطبيعته، إلا أنه يجلس بجانب تاتيانا خلال إحدى محطات الرحلة. تسترخي تاتيانا ورأسها على كتف رينو. يشير الفيلم إلى أن الاثنين قد وقعا في الحب في هذه المرحلة.
في نهاية الفيلم، يبقى رينو وتاتيانا في حب بعضهما البعض ويعيشان معًا في إستونيا، بينما يعود فالتو إلى المنزل ويخرج والدته من الدولاب ويستأنف خياطة الملابس.

## طاقم التمثيل
- ات بلوم  [لغات أخرى]‏
- Irma Junnilainen  [لغات أخرى]‏
- Mauri Sumén  [لغات أخرى]‏
- ماتي بيلونبا
- كاتي أوتينن
- الينا سالو
- Mato Valtonen [الإنجليزية]‏
- Veikko Lavi [الإنجليزية]‏

## وصلات خارجية
- إعتني بوشاحك، تتيانا على موقع IMDb (الإنجليزية)
- إعتني بوشاحك، تتيانا على موقع ألو سيني (الفرنسية)
- إعتني بوشاحك، تتيانا على موقع Turner Classic Movies (الإنجليزية)
- إعتني بوشاحك، تتيانا على موقع أول موفي (الإنجليزية)
- إعتني بوشاحك، تتيانا على موقع فيلمافينيتي (الإسبانية)
- إعتني بوشاحك، تتيانا على موقع قاعدة بيانات الأفلام السويدية (السويدية)
- إعتني بوشاحك، تتيانا على موقع قاعدة بيانات الفيلم (الإنجليزية)
- إعتني بوشاحك، تتيانا على موقع ليتربوكسد (الإنجليزية)
- إعتني بوشاحك، تتيانا على موقع كينوبويسك (الروسية)